# Нуну Резенде
Нуну Резенде (порт. Nuno Resende, повне ім'я порт. Nuno Guilherme de Figueiredo Resende) (25 червня 1973, Порту, Португалія) — португальський співак та актор.

## Біографія

### Ранні роки
Нуну — єдина дитина. Він вступив до французької школи у Порту у віці 5 років. Його родина переїхала до Бельгії, коли йому було 12. У 1985 його було прийнято до Європейської школи (European School) у Брюсселі. Він активно займався спортом, брав участь у спортивних змаганнях, як наприклад тенісний турнір Espérance. Між 1993 та 1996 навчався в École d’Éducation Physique, де отримав диплом учителя фізичного виховання. Згодом він вирішив спробувати себе у музичній кар'єрі.
Він формує багато хард-рок гуртів. У 1997 році бере участь у Pour la Gloire, конкурсі талантів на RTBF. У 1998 році Алек Мансіон (Alec Mansion) утворює гурт La Teuf, в якому Нуну співає. 2000 року гурт брав участь у відборі до Пісенного конкурсу Євробачення з піснею Soldat de l'amour. Гурт дійшов до фіналу, проте був виключений і того ж року розпався.
Пам'ятаючи красу голосу Нуну, Алек Мансіон залучає його до багатьох проектів та хорових записів у Бельгії.
1999 року грає роль Gontrand в мюзиклі La Belle et la Bête разом з Luc de Walter (The Voice, Belgium). Того ж року Нуну у складі гурту Apy записує кавер на пісню Lio Banana Split.

### Від мюзиклів до Євробачення (2000–2008)

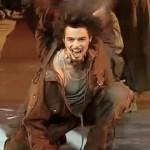
Нуну Резенде у ролі Етьєна у мюзиклі Les Demoiselles de Rochefort у 2003 році

У 2000 році під псевдонімом Nuno він співає Allez, allez, alle, офіційний гімн Збірної Бельгії з футболу Les Diables rouges.
З 2000 і до кінця 2002 року Нуну працював дублером у мюзиклі Gerard Presgurvic Roméo et Juliette, de la Haine à l'Amour . Трупа мюзиклу виграє NRJ Music Award за найкращу франкомовну пісню 2001 року.
У 2003 році бере участь у мюзиклі Les Demoiselles de Rochefort.
У 2005 році представляв Бельгію на Пісенному конкурсі Євробачення з піснею Le grand soir, написаною Alec Mansion та Frédéric Zeitoun.
У 2007 році грає головну роль у мюзиклі Aladin спочатку у Palais des congrès de Paris, а згодом у French Zéniths. За цю роль Нуну був номінований на Marius.
У 2008 році він записує дуетну пісню Khong Phai Em разом з в'єтнамським співаком Đàm Vĩnh Hưng.
З вересня 2008 до січня 2009 виконував ролі Roger та Dany у мюзиклі Grease у Парижі. У 2009 році остановку було номіновано на Globes de Cristal Award.

### Mozart l'opéra rock, Adam et Eve, la seconde chance та інші (2009–2012)

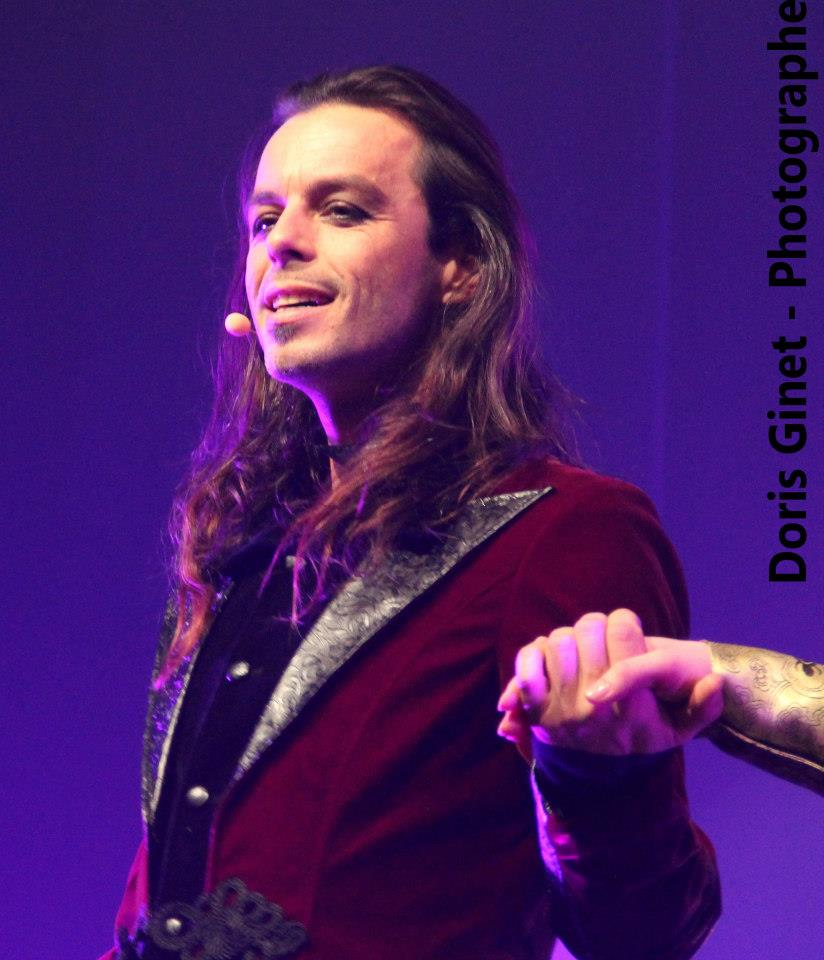
Нуну Резенде у ролі Thurzo у мюзиклі Erzsebeth.

На початку 2009 року Нуну знов приєднався до складу трупи Roméo et Juliette, les enfants de Vérone і взяв учать у турне Південною Кореєю як дублер Roméo та Benvolio. Згодом він вирушив у турне палацами спорту Франції (French Zeniths) до травня 2009 року разом із трупою мюзиклу Aladin.
З 2009 до 2011 року він входив до складу трупи мюзиклу Mozart, l'opéra rock, виконуючи ролі Gottlieb Stéphanie та Joseph Lange, а також дублюючи ролі Моцарта та Демонічного клоуна. Мюзикл виграв NRJ Music Awards 2010 року у двох номінаціях: франкомовна пісня року (Francophone song of the year) та French band-duet-cast.
У 2012 році виконує роль Snake у мюзиклі Паскаля Обіспо (Pascal Obispo) Adam et Ève : La Seconde Chance у Palais des sports de Paris. Турне мюзиклу, яке мало початися у вересні 2012 року, було скасоване через брак коштів.
У жовтні 2012 року, він приєднується до трупи мюзиклу Erzsebeth у Бельгії, який було створено за мотивами життя відомої угорської графині Elizabeth Bathory. Нуну виконує роль Thurzo, коханця Erzsebeth.

### Від The Voice до Latin lovers (2013–2014)

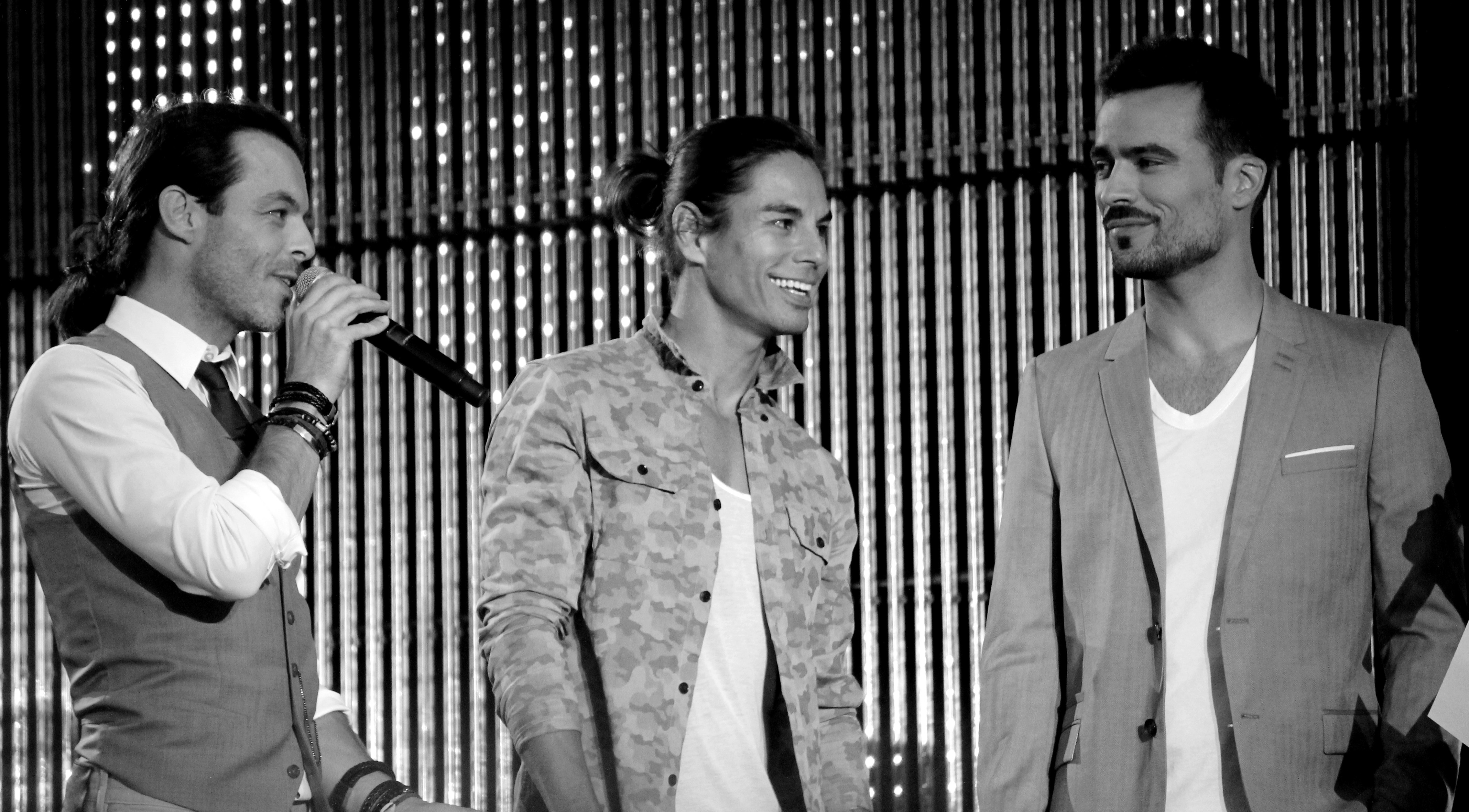
Latin Lovers M6 Live 2014

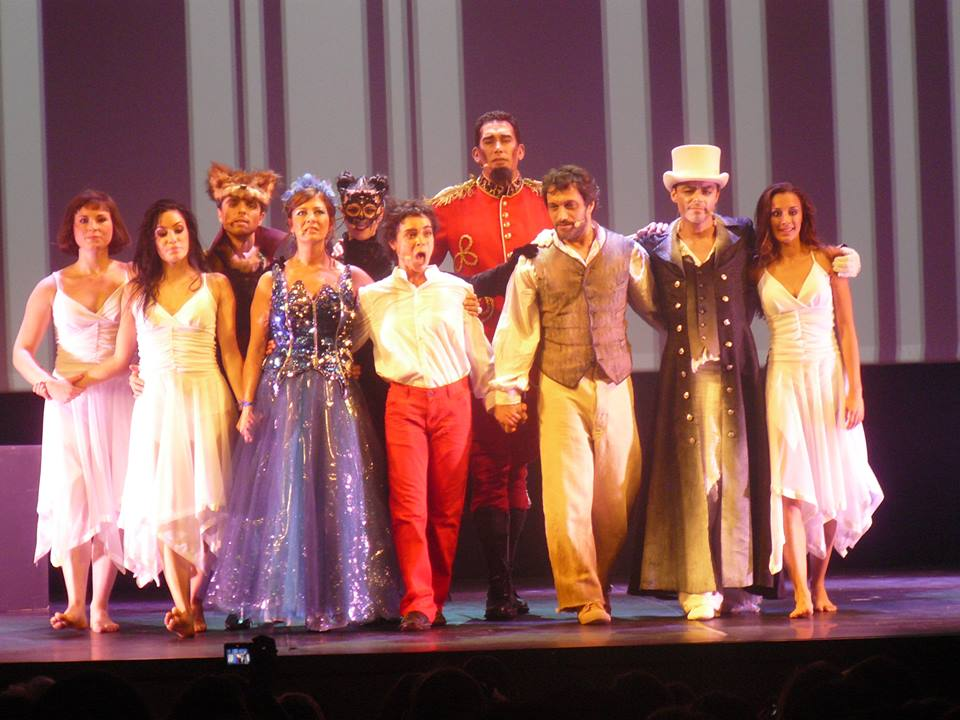
Pinocchio

Нуну брав участь у другому сезоні The Voice, la plus belle voix у Франції. Він потрапляє до команди Florent Pagny та фінішує третім. Він став одним з восьми конкурсантів, залучених до туру The Voice Tour, який проходив у палацах спорту Франції (French Zeniths), Палаці спорту Берсі (Palais omnisports de Paris-Bercy)та Лівані.
Протягом літа він брав участь у багатьох музичних фестивалях, серед яких Festival d'Avignon, на якому він заспівав деякі французькі та міжнародні хіти. Пізніше був виданий DVD Interlude musical із записом виступу на цьому фестивалі.
З жовтня 2013 року до січня 2014 року Нуну грав роль Maître Grigri, також відомого як Jiminy Cricket у мюзиклі Pinocchio у Парижі. Одна з виконуваних ним пісень, Couper les Liens, у 2014 році була номінована на French Prix de la Création musicale.
У 2014 році Нуну разом із Julio Iglesias Jr та Damien Sargue об'єднуються у гурт Latin Lovers, який 23 червня видав альбом каверів хітів латинської музики.
Із жовтня він ангажований на роль Idole у мюзиклі Salut les copains.

## Благодійність
Нуну Резенде регулярно бере участь у благодійних концертах. У 2012 році він заспівав на Foot Concert, заході, заснованому Michaël Jones та Joël Bats для допомоги Huntington Avenir Association.
У 2013 році він разом з Yannick Noah співає для асоціації Les Enfants de la Terre, а також бере участь у концерті Freddie for a Day, організованому Mercury Phoenix Trust, який збирає кошти для асоціацій проти СНІДу.
Він також приєднався до артистів Les grandes voix des Comédies Musicales chantent pour les enfants hospitalisés для запису синглу Un faux départ. · 
У 2014 брав участь у концертному турі Restos du coeur у Бельгії.

## Мюзикли
- 1999 : La Belle et la Bête by Sylvain Meyniac — Belgium, France
- 2000–2002 : Roméo et Juliette, de la Haine à l'Amour[en] by Gérard Presgurvic[en], dir Redha — Palais des congrès de Paris, tour
- 2003 : Les Demoiselles de Rochefort by Michel Legrand and Alain Boublil[en], dir Redha — Lille Grand Palais, Palais des congrès de Paris
- 2007–2009 : Aladin by Jeanne Deschaux and Jean-Philippe Daguerre — Palais des congrès de Paris, tour
- 2008–2009 : Grease[en] by Jim Jacobs[en], Warren Casey[en] and Stéphane Laporte — Théâtre Comédia de Paris, Palais des congrès de Paris
- 2009 : Roméo et Juliette, de la Haine à l'Amour by Gérard Presgurvic, dir Redha — South Korea
- 2009–2011 : Mozart, l'opéra rock by Dove Attia[en] and Albert Cohen[en], dir Olivier Dahan — Palais des sports de Paris, tour, Palais omnisports de Paris-Bercy
- 2012 : Adam et Ève : La Seconde Chance[fr] by Pascal Obispo and Jean-Marie Duprez, dir Mark Fisher and Pascal Obispo — Palais des sports de Paris
- 2012 : Erzsebeth, le spectacle musical by Stéphane et Brigitte Decoster — Belgium
- 2013–2014 : Pinocchio by Marie-Jo Zarb[en] and Moria Némo, dir Marie-Jo Zarb — Théâtre de Paris[en]
- 2014 : Salut les copains[en] by Pascal Forneri, dir Stéphane Jarny — Folies Bergère

## Дискографія

### Альбоми
- 1999 : La Belle et la Bête
- 1999 : La Teuf
- 2003 : Les Demoiselles de Rochefort
- 2007 : Aladin
- 2011 : Adam et Ève: La Seconde Chance
- 2013 : Erzsebeth, le spectacle musical
- 2013 : Pinocchio, le spectacle musical
- 2014 : Latin Lovers[en]

### Сингли
- З гуртом La Teuf :
  - 1999 : Envie de faire la teuf
  - 1999 : À cause du sexe
  - 1999 : Te quiero, ti amo, I love you, je t'aime
  - 2000 : Soldat de l'amour
- З гуртом Apy :
  - 1999 : Banana Split by Lio[en]
  - 1999 : Serre-moi, griffe-moi by Claude François[en]
  - 2000 : Fana de toi
  - 2000 : Allez allez allez
- 2001 : The only one for me com with the group Club Code
- 2002 : Un seul mot d'amour with Clémence Saint-Preux, Philippe d'Avilla and Pino Santoro
- 2002 : J'suis petit with Philippe d'Avilla and Pino Santoro
- 2005 : Le grand soir representing Bélgium: Eurovision Song Contest
- 2007 : On se reconnaîtra with Florence Coste
- 2008 : Khong Phai Em with Đàm Vĩnh Hưng[en]
- 2010 : Les Vainqueurs de la Ligue de Sinnoh, Pokémon
- З Adam et Ève: La Seconde Chance :
  - 2011 : Ma bataille with Thierry Amiel
  - 2012 : Aimez-vous with Cylia
- З The Voice :
  - 2013 : Music by John Miles[en]
  - 2013 : En apesanteur[en] by Calogero[en]
  - 2013 : Il suffira d'un signe by Jean-Jacques Goldman
  - 2013 : The Great Pretender[en] by The Platters
- 2013 : Un faux départ with the collective Les grandes voix des comédies musicales
- З гуртом Latin Lovers[en] :
  - 2014 : Vous les femmes by Julio Iglesias
  - 2014 : La Camisa Negra[en] by Juanes

### DVD
- 2004 : Les Demoiselles de Rochefort
- 2010 : Mozart, l'opéra rock
- 2012 : Adam et Ève: La Seconde Chance
- 2013 : Interlude Musical
- 2014 : De vous... à moi